# Kvalspelet till Europamästerskapet i fotboll för damer 2022 (grupp B)
Kvalspelet till Europamästerskapet i fotboll för damer 2022 (grupp B) spelades från 29 augusti 2019 till 24 februari 2021.

## Tabell
| Nr | Lag                     | S  | V | O | F  | GM | IM | MS  | P  |
| -- | ----------------------- | -- | - | - | -- | -- | -- | --- | -- |
| 1  | Danmark                 | 10 | 9 | 1 | 0  | 48 | 1  | +47 | 28 |
| 2  | Italien                 | 10 | 8 | 1 | 1  | 37 | 5  | +32 | 25 |
| 3  | Bosnien och Hercegovina | 10 | 6 | 0 | 4  | 19 | 17 | +2  | 18 |
| 4  | Malta                   | 10 | 3 | 1 | 6  | 11 | 30 | −19 | 10 |
| 5  | Israel                  | 10 | 2 | 1 | 7  | 10 | 30 | −20 | 7  |
| 6  | Georgien                | 10 | 0 | 0 | 10 | 3  | 45 | −42 | 0  |

## Matcher
|             | 29 augusti 2019 | Israel                           | 2 – 3           | Italien                                                          | Ramat Gan Stadium                                          |                                                            |
| 18:30 UTC+3 | 18:30 UTC+3     | Keren Goor 32′ Marian Awad 90+1′ | (1 – 1) Rapport | 45+2′ Cristiana Girelli 64′ Elisa Bartoli 71′ Valentina Giacinti | Ramat Gan Publik: 1 430 Domare: Volha Tsiareshka (Belarus) | Ramat Gan Publik: 1 430 Domare: Volha Tsiareshka (Belarus) |
| 18:30 UTC+3 | 18:30 UTC+3     |                                  |                 |                                                                  | Ramat Gan Publik: 1 430 Domare: Volha Tsiareshka (Belarus) | Ramat Gan Publik: 1 430 Domare: Volha Tsiareshka (Belarus) |
| 18:30 UTC+3 | 18:30 UTC+3     |                                  |                 |                                                                  | Ramat Gan Publik: 1 430 Domare: Volha Tsiareshka (Belarus) | Ramat Gan Publik: 1 430 Domare: Volha Tsiareshka (Belarus) |

|             | 29 augusti 2019 | Danmark | 8 – 0           | Malta | Viborg Stadion                                         |                                                        |
| 18:00 UTC+2 | 18:00 UTC+2     | Sanne Troelsgaard Nielsen 5′, 45+2′ Pernille Harder 19′ Rikke Sevecke 28′ Stine Larsen 58′, 90+2′ Mille Gejl 75′ Nicoline Sørensen 86′ | (4 – 0) Rapport |       | Viborg Publik: 3 890 Domare: Angelika Söder (Tyskland) | Viborg Publik: 3 890 Domare: Angelika Söder (Tyskland) |
| 18:00 UTC+2 | 18:00 UTC+2     | |                 |       | Viborg Publik: 3 890 Domare: Angelika Söder (Tyskland) | Viborg Publik: 3 890 Domare: Angelika Söder (Tyskland) |
| 18:00 UTC+2 | 18:00 UTC+2     | |                 |       | Viborg Publik: 3 890 Domare: Angelika Söder (Tyskland) | Viborg Publik: 3 890 Domare: Angelika Söder (Tyskland) |

|             | 30 augusti 2019 | Bosnien och Hercegovina | 7 – 1           | Georgien          | FA Training Centre                                        |                                                           |
| 17:30 UTC+2 | 17:30 UTC+2     | Dajana Spasojević 5′ Melisa Hasanbegović 10′ Milena Nikolić 13′, 51′ (str.) Aida Hadžić 23′ Marija Aleksić 43′ (str.) Sofija Krajšumović 80′ | (5 – 0) Rapport | 90′ Ana Cheminava | Zenica Publik: 150 Domare: Katarzyna Lisiecka-Sęk (Polen) | Zenica Publik: 150 Domare: Katarzyna Lisiecka-Sęk (Polen) |
| 17:30 UTC+2 | 17:30 UTC+2     | |                 |                   | Zenica Publik: 150 Domare: Katarzyna Lisiecka-Sęk (Polen) | Zenica Publik: 150 Domare: Katarzyna Lisiecka-Sęk (Polen) |
| 17:30 UTC+2 | 17:30 UTC+2     | |                 |                   | Zenica Publik: 150 Domare: Katarzyna Lisiecka-Sęk (Polen) | Zenica Publik: 150 Domare: Katarzyna Lisiecka-Sęk (Polen) |

|             | 3 september 2020 | Georgien | 0 – 1           | Italien               | Mikheil Meskhi Stadium                                     |                                                            |
| 16:15 UTC+4 | 16:15 UTC+4      |          | (0 – 1) Rapport | 24′ Cristiana Girelli | Tbilisi Publik: 150 Domare: Vivian Peeters (Nederländerna) | Tbilisi Publik: 150 Domare: Vivian Peeters (Nederländerna) |
| 16:15 UTC+4 | 16:15 UTC+4      |          |                 |                       | Tbilisi Publik: 150 Domare: Vivian Peeters (Nederländerna) | Tbilisi Publik: 150 Domare: Vivian Peeters (Nederländerna) |
| 16:15 UTC+4 | 16:15 UTC+4      |          |                 |                       | Tbilisi Publik: 150 Domare: Vivian Peeters (Nederländerna) | Tbilisi Publik: 150 Domare: Vivian Peeters (Nederländerna) |

|             | 3 september 2019 | Bosnien och Hercegovina | 2 – 0           | Malta | Koševo City Stadium                                 |                                                     |
| 17:30 UTC+2 | 17:30 UTC+2      | Milena Nikolić 72′, 80′ | (0 – 0) Rapport |       | Sarajevo Publik: 96 Domare: Cansu Tiryaki (Turkiet) | Sarajevo Publik: 96 Domare: Cansu Tiryaki (Turkiet) |
| 17:30 UTC+2 | 17:30 UTC+2      |                         |                 |       | Sarajevo Publik: 96 Domare: Cansu Tiryaki (Turkiet) | Sarajevo Publik: 96 Domare: Cansu Tiryaki (Turkiet) |
| 17:30 UTC+2 | 17:30 UTC+2      |                         |                 |       | Sarajevo Publik: 96 Domare: Cansu Tiryaki (Turkiet) | Sarajevo Publik: 96 Domare: Cansu Tiryaki (Turkiet) |

|             | 3 september 2019 | Israel | 0 – 3           | Danmark                                                   | Ramat Gan Stadium                                      |                                                        |
| 19:00 UTC+3 | 19:00 UTC+3      |        | (0 – 1) Rapport | 13′ (sjm.) Lia Barkai 80′ Nadia Nadim 84′ Pernille Harder | Ramat Gan Publik: 1 070 Domare: Sandra Strub (Schweiz) | Ramat Gan Publik: 1 070 Domare: Sandra Strub (Schweiz) |
| 19:00 UTC+3 | 19:00 UTC+3      |        |                 |                                                           | Ramat Gan Publik: 1 070 Domare: Sandra Strub (Schweiz) | Ramat Gan Publik: 1 070 Domare: Sandra Strub (Schweiz) |
| 19:00 UTC+3 | 19:00 UTC+3      |        |                 |                                                           | Ramat Gan Publik: 1 070 Domare: Sandra Strub (Schweiz) | Ramat Gan Publik: 1 070 Domare: Sandra Strub (Schweiz) |

|             | 4 oktober 2019 | Danmark                                                     | 2 – 0           | Bosnien och Hercegovina | Viborg Stadion                                        |                                                       |
| 17:00 UTC+2 | 17:00 UTC+2    | Stine Ballisager Pedersen 13′ Sanne Troelsgaard Nielsen 68′ | (1 – 0) Rapport |                         | Viborg Publik: 4 552 Domare: Monika Mularczyk (Polen) | Viborg Publik: 4 552 Domare: Monika Mularczyk (Polen) |
| 17:00 UTC+2 | 17:00 UTC+2    |                                                             |                 |                         | Viborg Publik: 4 552 Domare: Monika Mularczyk (Polen) | Viborg Publik: 4 552 Domare: Monika Mularczyk (Polen) |
| 17:00 UTC+2 | 17:00 UTC+2    |                                                             |                 |                         | Viborg Publik: 4 552 Domare: Monika Mularczyk (Polen) | Viborg Publik: 4 552 Domare: Monika Mularczyk (Polen) |

|             | 4 oktober 2019 | Malta | 0 – 2           | Italien                                          | Centenary Stadium                                              |                                                                |
| 17:30 UTC+2 | 17:30 UTC+2    |       | (0 – 0) Rapport | 69′ Elisa Bartoli 90+2′ (str.) Cristiana Girelli | Ta' Qali Publik: 764 Domare: Ivana Projkovska (Nordmakedonien) | Ta' Qali Publik: 764 Domare: Ivana Projkovska (Nordmakedonien) |
| 17:30 UTC+2 | 17:30 UTC+2    |       |                 |                                                  | Ta' Qali Publik: 764 Domare: Ivana Projkovska (Nordmakedonien) | Ta' Qali Publik: 764 Domare: Ivana Projkovska (Nordmakedonien) |
| 17:30 UTC+2 | 17:30 UTC+2    |       |                 |                                                  | Ta' Qali Publik: 764 Domare: Ivana Projkovska (Nordmakedonien) | Ta' Qali Publik: 764 Domare: Ivana Projkovska (Nordmakedonien) |

|             | 8 oktober 2019 | Italien                                    | 2 – 0           | Bosnien och Hercegovina | Stadio Renzo Barbera                                        |                                                             |
| 17:30 UTC+2 | 17:30 UTC+2    | Cristiana Girelli 3′ Manuela Giugliano 28′ | (2 – 0) Rapport |                         | Palermo Publik: 5 100 Domare: Hristiyana Guteva (Bulgarien) | Palermo Publik: 5 100 Domare: Hristiyana Guteva (Bulgarien) |
| 17:30 UTC+2 | 17:30 UTC+2    |                                            |                 |                         | Palermo Publik: 5 100 Domare: Hristiyana Guteva (Bulgarien) | Palermo Publik: 5 100 Domare: Hristiyana Guteva (Bulgarien) |
| 17:30 UTC+2 | 17:30 UTC+2    |                                            |                 |                         | Palermo Publik: 5 100 Domare: Hristiyana Guteva (Bulgarien) | Palermo Publik: 5 100 Domare: Hristiyana Guteva (Bulgarien) |

|             | 8 oktober 2019 | Georgien | 0 – 2           | Danmark                              | Mikheil Meskhi Stadium-2                           |                                                    |
| 20:00 UTC+4 | 20:00 UTC+4    |          | (0 – 1) Rapport | 14′ Mille Gejl 58′ Nicoline Sørensen | Tbilisi Publik: 287 Domare: Reelika Turi (Estland) | Tbilisi Publik: 287 Domare: Reelika Turi (Estland) |
| 20:00 UTC+4 | 20:00 UTC+4    |          |                 |                                      | Tbilisi Publik: 287 Domare: Reelika Turi (Estland) | Tbilisi Publik: 287 Domare: Reelika Turi (Estland) |
| 20:00 UTC+4 | 20:00 UTC+4    |          |                 |                                      | Tbilisi Publik: 287 Domare: Reelika Turi (Estland) | Tbilisi Publik: 287 Domare: Reelika Turi (Estland) |

|             | 7 november 2019 | Malta              | 1 – 1           | Israel          | Centenary Stadium                                         |                                                           |
| 17:00 UTC+2 | 17:00 UTC+2     | Maria Farrugia 37′ | (1 – 0) Rapport | 63′ Sharon Beck | Ta' Qali Publik: 317 Domare: Aleksandra Česen (Slovenien) | Ta' Qali Publik: 317 Domare: Aleksandra Česen (Slovenien) |
| 17:00 UTC+2 | 17:00 UTC+2     |                    |                 |                 | Ta' Qali Publik: 317 Domare: Aleksandra Česen (Slovenien) | Ta' Qali Publik: 317 Domare: Aleksandra Česen (Slovenien) |
| 17:00 UTC+2 | 17:00 UTC+2     |                    |                 |                 | Ta' Qali Publik: 317 Domare: Aleksandra Česen (Slovenien) | Ta' Qali Publik: 317 Domare: Aleksandra Česen (Slovenien) |

|             | 8 november 2019 | Italien                                                                                                | 6 – 0           | Georgien | Stadio Ciro Vigorito                                          |                                                               |
| 17:30 UTC+2 | 17:30 UTC+2     | Elena Linari 10′ Alia Guagni 25′ Cristiana Girelli 27′ Daniela Sabatino 32′, 45+1′ Martina Rosucci 52′ | (5 – 0) Rapport |          | Benevento Publik: 3 973 Domare: Iuliana Demetrescu (Rumänien) | Benevento Publik: 3 973 Domare: Iuliana Demetrescu (Rumänien) |
| 17:30 UTC+2 | 17:30 UTC+2     | |                 |          | Benevento Publik: 3 973 Domare: Iuliana Demetrescu (Rumänien) | Benevento Publik: 3 973 Domare: Iuliana Demetrescu (Rumänien) |
| 17:30 UTC+2 | 17:30 UTC+2     | |                 |          | Benevento Publik: 3 973 Domare: Iuliana Demetrescu (Rumänien) | Benevento Publik: 3 973 Domare: Iuliana Demetrescu (Rumänien) |

|             | 12 november 2019 | Italien                                                                                  | 5 – 0           | Malta | Stadio Teofilo Patini                                            |                                                                  |
| 14:15 UTC+2 | 14:15 UTC+2      | Valentina Cernoia 27′, 37′ Daniela Sabatino 42′ Manuela Giugliano 45′ Giada Greggi 90+3′ | (4 – 0) Rapport |       | Castel di Sangro Publik: 2 955 Domare: Eleni Antoniou (Grekland) | Castel di Sangro Publik: 2 955 Domare: Eleni Antoniou (Grekland) |
| 14:15 UTC+2 | 14:15 UTC+2      |                                                                                          |                 |       | Castel di Sangro Publik: 2 955 Domare: Eleni Antoniou (Grekland) | Castel di Sangro Publik: 2 955 Domare: Eleni Antoniou (Grekland) |
| 14:15 UTC+2 | 14:15 UTC+2      |                                                                                          |                 |       | Castel di Sangro Publik: 2 955 Domare: Eleni Antoniou (Grekland) | Castel di Sangro Publik: 2 955 Domare: Eleni Antoniou (Grekland) |

|             | 12 november 2019 | Israel        | 1 – 3           | Bosnien och Hercegovina                                         | Sammy Ofer Stadium                                    |                                                       |
| 18:00 UTC+3 | 18:00 UTC+3      | Mor Efraim 3′ | (1 – 2) Rapport | 28′ Sofija Krajšumović 37′ Dajana Spasojević 80′ Marija Aleksić | Haifa Publik: 892 Domare: Marta Frias Acedo (Spanien) | Haifa Publik: 892 Domare: Marta Frias Acedo (Spanien) |
| 18:00 UTC+3 | 18:00 UTC+3      |               |                 |                                                                 | Haifa Publik: 892 Domare: Marta Frias Acedo (Spanien) | Haifa Publik: 892 Domare: Marta Frias Acedo (Spanien) |
| 18:00 UTC+3 | 18:00 UTC+3      |               |                 |                                                                 | Haifa Publik: 892 Domare: Marta Frias Acedo (Spanien) | Haifa Publik: 892 Domare: Marta Frias Acedo (Spanien) |

|             | 12 november 2019 | Danmark | 14 – 00          | Georgien | Viborg Stadion                                          |                                                         |
| 18:00 UTC+2 | 18:00 UTC+2      | Nadia Nadim 4′, 26′, 36′ Stine Larsen 16′, 19′, 53′ Nicoline Sørensen 27′, 39′ Sofie Svava 28′ Pernille Harder 34′, 45′, 73′ Nanna Christiansen 82′ Rikke Madsen 90+1′ | (10 – 0) Rapport |          | Viborg Publik: 3 085 Domare: Silvia Domingos (Portugal) | Viborg Publik: 3 085 Domare: Silvia Domingos (Portugal) |
| 18:00 UTC+2 | 18:00 UTC+2      | |                  |          | Viborg Publik: 3 085 Domare: Silvia Domingos (Portugal) | Viborg Publik: 3 085 Domare: Silvia Domingos (Portugal) |
| 18:00 UTC+2 | 18:00 UTC+2      | |                  |          | Viborg Publik: 3 085 Domare: Silvia Domingos (Portugal) | Viborg Publik: 3 085 Domare: Silvia Domingos (Portugal) |

|             | 5 mars 2020 | Bosnien och Hercegovina | 1 – 0   | Israel | FA Training Centre                      |                                         |
| 14:30 UTC+1 | 14:30 UTC+1 | Milena Nikolić 64′      | Rapport |        | Zenica Domare: Kateryna Usova (Ukraina) | Zenica Domare: Kateryna Usova (Ukraina) |
| 14:30 UTC+1 | 14:30 UTC+1 |                         |         |        | Zenica Domare: Kateryna Usova (Ukraina) | Zenica Domare: Kateryna Usova (Ukraina) |
| 14:30 UTC+1 | 14:30 UTC+1 |                         |         |        | Zenica Domare: Kateryna Usova (Ukraina) | Zenica Domare: Kateryna Usova (Ukraina) |

|             | 5 mars 2020 | Malta                                 | 2 – 1           | Danmark             | Centenary Stadium                              |                                                |
| 18:30 UTC+1 | 18:30 UTC+1 | Rachel Cuschieri 17′ Haley Bugeja 46′ | (1 – 0) Rapport | 76′ Khatia Tchkonia | Ta' Qali Domare: Araksya Saribekyan (Armenien) | Ta' Qali Domare: Araksya Saribekyan (Armenien) |
| 18:30 UTC+1 | 18:30 UTC+1 |                                       |                 |                     | Ta' Qali Domare: Araksya Saribekyan (Armenien) | Ta' Qali Domare: Araksya Saribekyan (Armenien) |
| 18:30 UTC+1 | 18:30 UTC+1 |                                       |                 |                     | Ta' Qali Domare: Araksya Saribekyan (Armenien) | Ta' Qali Domare: Araksya Saribekyan (Armenien) |

|             | 10 mars 2020 | Israel                                                                           | 4 – 0           | Georgien | Haberfeld Stadium                              |                                                |
| 19:00 UTC+2 | 19:00 UTC+2  | Shira Elinav 13′ Lee Falkon 62′ (str.) Marian Awad 80′ (str.) Nino Sutidze 90+1′ | (1 – 0) Rapport |          | Rishon LeZion Domare: Michalina Diakow (Polen) | Rishon LeZion Domare: Michalina Diakow (Polen) |
| 19:00 UTC+2 | 19:00 UTC+2  |                                                                                  |                 |          | Rishon LeZion Domare: Michalina Diakow (Polen) | Rishon LeZion Domare: Michalina Diakow (Polen) |
| 19:00 UTC+2 | 19:00 UTC+2  |                                                                                  |                 |          | Rishon LeZion Domare: Michalina Diakow (Polen) | Rishon LeZion Domare: Michalina Diakow (Polen) |

|             | 10 mars 2020 | Malta                             | 2 – 3           | Bosnien och Hercegovina          | Centenary Stadium                             |                                               |
| 18:30 UTC+1 | 18:30 UTC+1  | Emma Xuereb 79′ Brenda Borg 90+5′ | (0 – 2) Rapport | 10′, 26′, 54′ Sofija Krajšumović | Ta' Qali Domare: Neslihan Muratdağı (Turkiet) | Ta' Qali Domare: Neslihan Muratdağı (Turkiet) |
| 18:30 UTC+1 | 18:30 UTC+1  |                                   |                 |                                  | Ta' Qali Domare: Neslihan Muratdağı (Turkiet) | Ta' Qali Domare: Neslihan Muratdağı (Turkiet) |
| 18:30 UTC+1 | 18:30 UTC+1  |                                   |                 |                                  | Ta' Qali Domare: Neslihan Muratdağı (Turkiet) | Ta' Qali Domare: Neslihan Muratdağı (Turkiet) |

|             | 17 september 2020 | Bosnien och Hercegovina | 0 – 4           | Danmark                                                                                         | FA Training Centre                      |                                         |
| 16:00 UTC+2 | 16:00 UTC+2       |                         | (0 – 3) Rapport | 37′ (str.) Nadia Nadim 43′ Sanne Troelsgaard Nielsen 45+3′ Rikke Sevecke 90′ Nanna Christiansen | Zenica Domare: Sandra Bastos (Portugal) | Zenica Domare: Sandra Bastos (Portugal) |
| 16:00 UTC+2 | 16:00 UTC+2       |                         |                 |                                                                                                 | Zenica Domare: Sandra Bastos (Portugal) | Zenica Domare: Sandra Bastos (Portugal) |
| 16:00 UTC+2 | 16:00 UTC+2       |                         |                 |                                                                                                 | Zenica Domare: Sandra Bastos (Portugal) | Zenica Domare: Sandra Bastos (Portugal) |

|             | 22 september 2020 | Bosnien och Hercegovina | 0 – 5           | Italien                                                                   | FA Training Centre                        |                                           |
| 16:00 UTC+2 | 16:00 UTC+2       |                         | (0 – 2) Rapport | 19′ Aurora Galli 40′, 56′ (str.), 65′ (str.) Cristiana Girelli 88′ Linari | Zenica Domare: Silvia Domingos (Portugal) | Zenica Domare: Silvia Domingos (Portugal) |
| 16:00 UTC+2 | 16:00 UTC+2       |                         |                 |                                                                           | Zenica Domare: Silvia Domingos (Portugal) | Zenica Domare: Silvia Domingos (Portugal) |
| 16:00 UTC+2 | 16:00 UTC+2       |                         |                 |                                                                           | Zenica Domare: Silvia Domingos (Portugal) | Zenica Domare: Silvia Domingos (Portugal) |

|             | 22 september 2020 | Malta | 0 – 8           | Danmark | Centenary Stadium                                         |                                                           |
| 18:30 UTC+2 | 18:30 UTC+2       |       | (0 – 3) Rapport | 6′ Stine Larsen 7′, 42′ Nadia Nadim 46′, 73′ Sanne Troelsgaard Nielsen 52′ Pernille Harder 54′ Sofie Junge Pedersen 68′ Signe Bruun | Ta' Qali Domare: María Dolores Martinez Madrona (Spanien) | Ta' Qali Domare: María Dolores Martinez Madrona (Spanien) |
| 18:30 UTC+2 | 18:30 UTC+2       |       |                 | | Ta' Qali Domare: María Dolores Martinez Madrona (Spanien) | Ta' Qali Domare: María Dolores Martinez Madrona (Spanien) |
| 18:30 UTC+2 | 18:30 UTC+2       |       |                 | | Ta' Qali Domare: María Dolores Martinez Madrona (Spanien) | Ta' Qali Domare: María Dolores Martinez Madrona (Spanien) |

|             | 21 oktober 2020 | Danmark                                                                      | 4 – 0           | Israel | Viborg Stadion                        |                                       |
| 18:00 UTC+2 | 18:00 UTC+2     | Pernille Harder 48′, 55′ Irena Kuznetsov 73′ (sjm.) Sofie Junge Pedersen 81′ | (0 – 0) Rapport |        | Viborg Domare: Reelika Turi (Estland) | Viborg Domare: Reelika Turi (Estland) |
| 18:00 UTC+2 | 18:00 UTC+2     |                                                                              |                 |        | Viborg Domare: Reelika Turi (Estland) | Viborg Domare: Reelika Turi (Estland) |
| 18:00 UTC+2 | 18:00 UTC+2     |                                                                              |                 |        | Viborg Domare: Reelika Turi (Estland) | Viborg Domare: Reelika Turi (Estland) |

|             | 27 oktober 2020 | Georgien           | 1 – 2           | Israel                                   | Mikheil Meskhi Stadium                     |                                            |
| 16:00 UTC+4 | 16:00 UTC+4     | Teona Bakradze 70′ | (0 – 1) Rapport | 10′ Koral Hazan 61′ Rahel Shtainshnaider | Tbilisi Domare: Liudmyla Telbukh (Ukraina) | Tbilisi Domare: Liudmyla Telbukh (Ukraina) |
| 16:00 UTC+4 | 16:00 UTC+4     |                    |                 |                                          | Tbilisi Domare: Liudmyla Telbukh (Ukraina) | Tbilisi Domare: Liudmyla Telbukh (Ukraina) |
| 16:00 UTC+4 | 16:00 UTC+4     |                    |                 |                                          | Tbilisi Domare: Liudmyla Telbukh (Ukraina) | Tbilisi Domare: Liudmyla Telbukh (Ukraina) |

|             | 27 oktober 2020 | Italien                | 1 – 3           | Danmark                                   | Stadio Carlo Castellani              |                                      |
| 17:30 UTC+1 | 17:30 UTC+1     | Valentina Giacinti 60′ | (0 – 2) Rapport | 6′ Nicoline Sørensen 17′, 47′ Nadia Nadim | Empoli Domare: Cheryl Foster (Wales) | Empoli Domare: Cheryl Foster (Wales) |
| 17:30 UTC+1 | 17:30 UTC+1     |                        |                 |                                           | Empoli Domare: Cheryl Foster (Wales) | Empoli Domare: Cheryl Foster (Wales) |
| 17:30 UTC+1 | 17:30 UTC+1     |                        |                 |                                           | Empoli Domare: Cheryl Foster (Wales) | Empoli Domare: Cheryl Foster (Wales) |

|             | 26 november 2020 | Georgien | 0 – 4           | Malta                                       | Mikheil Meskhi Stadium-2                   |                                            |
| 15:00 UTC+4 | 15:00 UTC+4      |          | (0 – 2) Rapport | 34′, 52′ Shona Zammit 44′, 58′ Haley Bugeja | Tbilisi Domare: Simona Ghisletta (Schweiz) | Tbilisi Domare: Simona Ghisletta (Schweiz) |
| 15:00 UTC+4 | 15:00 UTC+4      |          |                 |                                             | Tbilisi Domare: Simona Ghisletta (Schweiz) | Tbilisi Domare: Simona Ghisletta (Schweiz) |
| 15:00 UTC+4 | 15:00 UTC+4      |          |                 |                                             | Tbilisi Domare: Simona Ghisletta (Schweiz) | Tbilisi Domare: Simona Ghisletta (Schweiz) |

|             | 1 december 2020 | Georgien | 0 – 3           | Bosnien och Hercegovina                           | Mikheil Meskhi Stadium                          |                                                 |
| 15:00 UTC+4 | 15:00 UTC+4     |          | (0 – 1) Rapport | 22′ Marija Damjanović 64′, 77′ Sofija Krajšumović | Tbilisi Domare: Elvira Nurmustafina (Kazakstan) | Tbilisi Domare: Elvira Nurmustafina (Kazakstan) |
| 15:00 UTC+4 | 15:00 UTC+4     |          |                 |                                                   | Tbilisi Domare: Elvira Nurmustafina (Kazakstan) | Tbilisi Domare: Elvira Nurmustafina (Kazakstan) |
| 15:00 UTC+4 | 15:00 UTC+4     |          |                 |                                                   | Tbilisi Domare: Elvira Nurmustafina (Kazakstan) | Tbilisi Domare: Elvira Nurmustafina (Kazakstan) |

|             | 1 december 2020 | Israel | 0 – 2           | Malta                            | Ramat Gan Stadium                                          |                                                            |
| 16:30 UTC+3 | 16:30 UTC+3     |        | (0 – 1) Rapport | 15′ Brenda Borg 59′ Haley Bugeja | Ramat Gan Publik: 40 Domare: Ivana Projkovska (Makedonien) | Ramat Gan Publik: 40 Domare: Ivana Projkovska (Makedonien) |
| 16:30 UTC+3 | 16:30 UTC+3     |        |                 |                                  | Ramat Gan Publik: 40 Domare: Ivana Projkovska (Makedonien) | Ramat Gan Publik: 40 Domare: Ivana Projkovska (Makedonien) |
| 16:30 UTC+3 | 16:30 UTC+3     |        |                 |                                  | Ramat Gan Publik: 40 Domare: Ivana Projkovska (Makedonien) | Ramat Gan Publik: 40 Domare: Ivana Projkovska (Makedonien) |

|             | 1 december 2020 | Danmark | 0 – 0   | Italien | Viborg Stadion                                     |                                                    |
| 17:15 UTC+1 | 17:15 UTC+1     |         | Rapport |         | Viborg Publik: 210 Domare: Riem Hussein (Tyskland) | Viborg Publik: 210 Domare: Riem Hussein (Tyskland) |
| 17:15 UTC+1 | 17:15 UTC+1     |         |         |         | Viborg Publik: 210 Domare: Riem Hussein (Tyskland) | Viborg Publik: 210 Domare: Riem Hussein (Tyskland) |
| 17:15 UTC+1 | 17:15 UTC+1     |         |         |         | Viborg Publik: 210 Domare: Riem Hussein (Tyskland) | Viborg Publik: 210 Domare: Riem Hussein (Tyskland) |

|             | 24 februari 2021 | Italien | 12 – 00         | Israel | Stadio Artemio Franchi                     |                                            |
| 20:45 UTC+1 | 20:45 UTC+1      | Valentina Giacinti 3′, 13′ Barbara Bonansea 5′, 81′ Shani David 19′ (sjm.) Cristiana Girelli 30′ Cecilia Salvai 44′ Martina Rosucci 45+2′ (str.) Daniela Sabatino 55′ (str.), 70′ Arianna Caruso 67′ Manuela Giugliano 90+1′ | (7 – 0) Rapport |        | Florens Domare: Ivana Martinčić (Kroatien) | Florens Domare: Ivana Martinčić (Kroatien) |
| 20:45 UTC+1 | 20:45 UTC+1      | |                 |        | Florens Domare: Ivana Martinčić (Kroatien) | Florens Domare: Ivana Martinčić (Kroatien) |
| 20:45 UTC+1 | 20:45 UTC+1      | |                 |        | Florens Domare: Ivana Martinčić (Kroatien) | Florens Domare: Ivana Martinčić (Kroatien) |

## Anmärkningslista
1. 1 2 3 4 5 6 7 8 9 10 11  Alla matcher var ursprungligen planerade att spelas under april, juni och september 2020 men fick skjutas upp på grund av coronavirusutbrottet.